# Thunbergioideae
Thunbergioideae es una subfamilia de Acanthaceae que tiene los siguientes géneros:

## Géneros
- Anomacanthus - Mendoncia - Meyenia - Pseudocalyx - Thunbergia